# Ложные признания
«Ложные признания» (фр. Les Fausses Confidences) — трёхактная театральная комедия Мариво в прозе. Поставлена 16 марта 1737 года итальянскими актёрами в Бургундском отеле, в Париже.

## История создания
Первая постановка «Ложных признаний» состоялась 16 марта 1737 года итальянской труппой и не имела успеха. Однако спустя год комедия Мариво начинает пользоваться популярностью. Отдельным изданием пьеса вышла в 1738 году и затем была включена во все собрания сочинений Мариво. В настоящее время «Ложные признания» — одна из наиболее успешных пьес Мариво, выдержавшая многочисленные постановки.

## Действующие лица
- Араминта
- Г-жа Аргант, её мать, женщина вздорная и тщеславная
- Г-н Реми, поверенный
- Дорант, племянник г-на Реми
- Граф Доримон
- Арлекин, лакей Араминты
- Мартон, компаньонка Араминты
- Дюбуа, бывший лакей Доранта
- Слуга
- Сын ювелира

## Сюжет
Действие первое

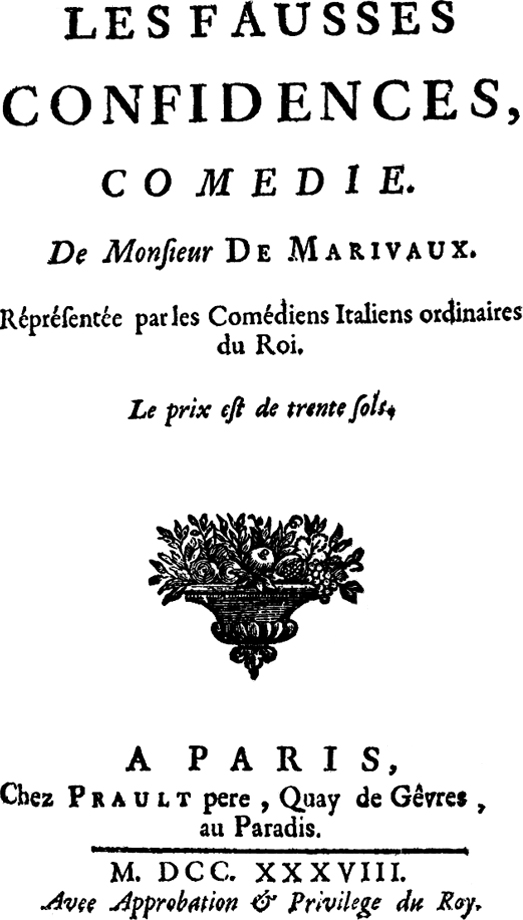
Титульный лист издания 1738 года

Дорант, молодой человек из хорошей семьи, потерпел финансовый крах. Его бывший слуга Дюбуа прислуживает в семье привлекательной молодой вдовы Араминты, в которую Дорант безответно влюблен. Дюбуа советует Доранту обратиться за рекомендациями к своему дяде, господину Реми, который, к тому же, является адвокатом семьи Араминты, с тем, чтобы устроиться к ней поверенным.
Араминту впечатляют внешность и манеры молодого человека, и она его нанимает на работу. Первым делом Араминта просит Доранта разобраться с бумагами, относящимися к судебной тяжбе с графом Доримоном за поместье. Условия таковы, что если Араминта согласится выйти замуж за графа Доримона, то между ними будет заключено полюбовное соглашение. Женщина надеется на то, что у неё есть шанс выиграть судебный процесс и не связывать себя брачными узами. Между тем, господин Реми мечтает свести своего племянника с компаньонкой Араминты Мартон, за которой числится богатое приданое. Дорант использует интерес Мартон, чтобы вызвать ревность со стороны Араминты, и делает ложное признание, будто бы действительно испытывает к Мартон чувства.
Мать Араминты, госпожа Аргант, амбициозная и вздорная женщина, мечтает, чтобы её дочь вышла замуж за графа Доримона. Она приказывает Доранту сказать Араминте, что у неё нет шансов на победу в суде, и что её единственный выход согласиться на этот брак. Дорант отказывает госпоже Аргант, чем навлекает на себя её гнев.
Тем временем, Араминта выспрашивает сведения про своего нового поверенного у Дюбуа. Бывший слуга Доранта рассказывает Араминте, что молодой человек давно в неё тайно влюблен и использует любую возможность, чтобы встретиться с ней. Именно из-за любовного безумия Доранта Дюбуа от него ушел. Араминта удивлена, но глубоко тронута. Она принимает решение пока не увольнять Доранта.
Действие второе
Дорант советует Араминте судиться с графом Доримоном и не жертвовать собой, поскольку она ничем не рискует. Прибывает господин Реми, чтобы спросить у Доранта готов ли он жениться на Мартон. Дорант отказывает, признавшись, что влюблен в другую женщину. Мартон по-прежнему убеждена, что именно она является объектом страсти молодого человека. Когда в поместье прибывает медальон с заказным портрет некой особы, Мартон успевает получить его первой. Она уверена, что в медальоне именно её изображение. Однако когда Араминта открывает медальон в присутствии матери и графа Доримона, то оказывается, что там её портрет.
Араминта узнает от Дюбуа, что идею женить Доранта на Мартон подкинул его дядя, и что её портрет был заказан самим Дорантом. Она решает выпытать признание у своего поверенного. Араминта просит Доранта написать письмо графу, в котором принимает его предложение о женитьбе. Молодой человек старается не показывать своих расстроенных чувств. Прибывает Мартон, которая по-прежнему думает, что Дорант в неё влюблен. В присутствии Араминты Дорант ей отказывает. Так как Дорант не хочет признаваться, в кого он влюблен, Араминта показывает ему медальон. Дорант падает на колени и просит прощения. Араминта его по-прежнему не увольняет, несмотря на сомнительное положение, в котором они оба оказываются. Дюбуа Араминта говорит, что Дорант так и не сознался в чувствах к ней.
Действие третье
Мартон, обнаружив, что Дорант не испытывает к ней интерес, крадет с помощью Дюбуа письмо, в котором молодой человек сознается одному из своих друзей в том, что он влюблен в свою госпожу и вынужден покинуть её, чтобы не ставить под сомнение её репутацию. Мадам Аргант, тем временем, чувствуя исходящую от Доранта опасность, пытается убедить свою дочь рассчитаться поверенным. Араминта непреклонна. Госпожа Аргант обвиняет господина Реми, что именно он привел Доранта в их дом. Господин Реми отвечает, что нет никаких доказательств того, что Дорант влюблен в Араминту. Мартон передает им разоблачающее Доранта письмо. Араминта расстроена и просит всех удалиться.
Она обвиняет Дюбуа в том, что он предал своего бывшего хозяина, настроив вокруг него интриг и разоблачив его чувства перед всем светом. После она мирится с Мартон, которая сознает свои ошибки, и то, что была введена в заблуждение, поверив будто бы Дорант правда в неё влюблен. Приходит попрощаться и Дорант. Он сознается в том, что всё было подстроено и просит не винить его. Араминта потрясена его честностью и любовью к ней. Наконец, она отвечает ему взаимностью. Граф удаляется с обещанием заключить в суде полюбовное соглашение. Госпожа Аргант клянется, что никогда не примет Доранта в семью. Пьеса заканчивается тем, что Дюбуа поздравляет Доранта с победой.

## Известные постановки
- 1737 — Бургундский отель Париж, первая постановка;
- 1827 — Александринский театр, Санкт-Петербург;
- 1857 — Comédie-Française, Париж;
- 1918 — театр Одеон, Париж;
- 1923 — театр Одеон, Париж;
- 1959 — театр Одеон, Париж;
- 1971 — Comédie-Française, Париж
- 2014 — театр Одеон, Париж;
- 2020 — Театр имени А. С. Пушкина, Москва.

## Экранизации
- 1984 — Ложные признания — реж. Даниэль Мусманн
- 2016 — Ложные признания — реж. Люк Бонди (действие перенесено в современность)

## Переводы на русский
- Катенин, Павел Александрович
- Любимов, Николай Михайлович